# Cavaria-Oggiona-Jerago
Cavaria-Oggiona-Jerago (wł: Stazione di Cavaria-Oggiona-Jerago) – przystanek kolejowy w Cavaria con Premezzo, w regionie Lombardia, we Włoszech. Znajdują się tu 2 perony.
Według klasyfikacji RFI posiada kategorię srebrną.